# 交渉人 遠野麻衣子・最後の事件
『交渉人 遠野麻衣子・最後の事件』（こうしょうにん とおのまいこ・さいごのじけん）は、五十嵐貴久による日本の推理小説。
2003年に刊行された「交渉人」の2年後を描いた続編であり、前作の準主役・遠野麻衣子を主人公に据えたスピンオフ作品である。2010年4月に幻冬舎文庫より文庫化され、『交渉人・爆弾魔』と改題された。2010年6月、テレビ朝日系列の土曜ワイド劇場にてテレビドラマ化された。

## テレビドラマ
2010年6月26日、テレビ朝日系列土曜ワイド劇場にて放映された。

### キャスト
警察関係者
- 遠野 麻衣子（警視庁広報課） - 若村麻由美
- 島本 聖（特殊捜査班係長） - 内藤剛志
- 権藤 裕二郎（捜査一課長） - 益岡徹
- 長谷川 均（刑事部長） - 小木茂光
- 神尾 忠則（副総監） - 寺田農
- 仁科（刑事） - 若杉宏二
- 柴崎（刑事） - 山中聡
- 白岩（警部） - 森永健司
- 守屋（警部補） - 桜井聖
- 曽根（広報課長・麻衣子の上司） - 中根徹
- 戸井田 啓一（所轄署刑事） - 梅沢富美男

- 篠宮 喜一郎（桐生の弁護士） - 竜雷太
- 木下 美也子（桐生の弁護士） - 星野真里
- 高橋 隆也（桐生を崇拝していた、元シーク・フォレスト会員） - 嶋田久作
- 桐生 徹（死刑判決を受けた環境保護団体シーク・フォレストの会長） - 渡辺いっけい
- 中山 博光 - 奥田達士
- 木下 慎二（美也子の弟） - 陳内将
- 野村 - 山中崇
- 柏木 - 田窪一世
- 塚原 - 菊池均也
- その他 - 平川和宏、国枝量平、児玉頼信、関川慎二、松崎謙二、山上賢治、佐野圭亮、水野智則、佐藤一平、窪園純一、邱太郎、谷本一、出口高司、堀口敬巧、勝俣幸子、浦崎宏、山本直輝、西野大作、屋根真樹、小林博、辻義人、松井宗但、五嶋りさ、岡野真也、長島暉実、藤井遼空、林潔、上野山浩、壱ノ木成、田中大輔、柴田正和、庄司正樹、まるものぞみ、Storm Rider、VIVIT、劇団東俳　ほか

### スタッフ
- 脚本 - 福島治子
- 演出 - 土方政人
- 音楽 - 吉川清之
- 警察監修 - 飯田裕久
- スタントコーディネーター - 釼持誠
- 技術協力 - バスク
- 美術協力 - フジアール
- プロデューサー - 佐藤凉一（テレビ朝日）、高橋萬彦（共同テレビ）
- 制作 - テレビ朝日、共同テレビ